# Énekeskabóca-formájúak

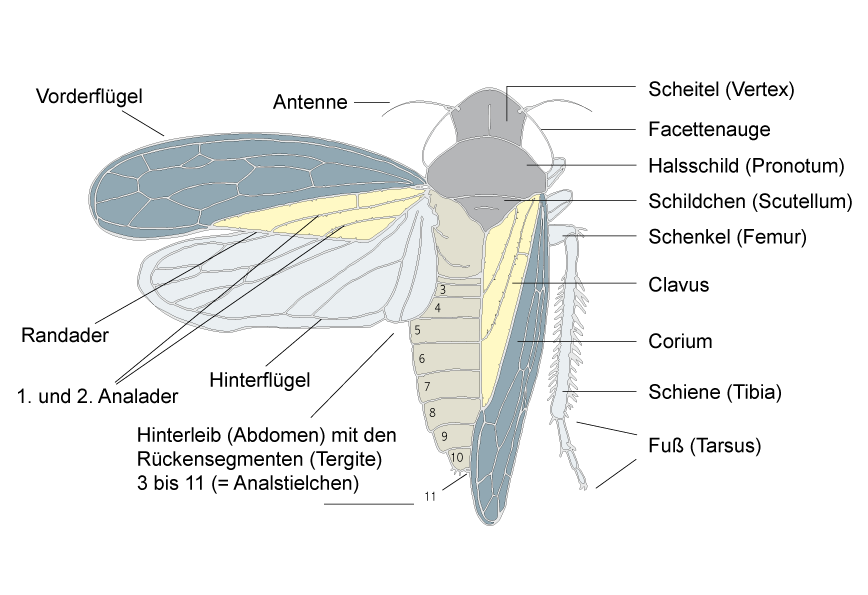
Az énekeskabóca-formájúak testtájai (német szöveggel)

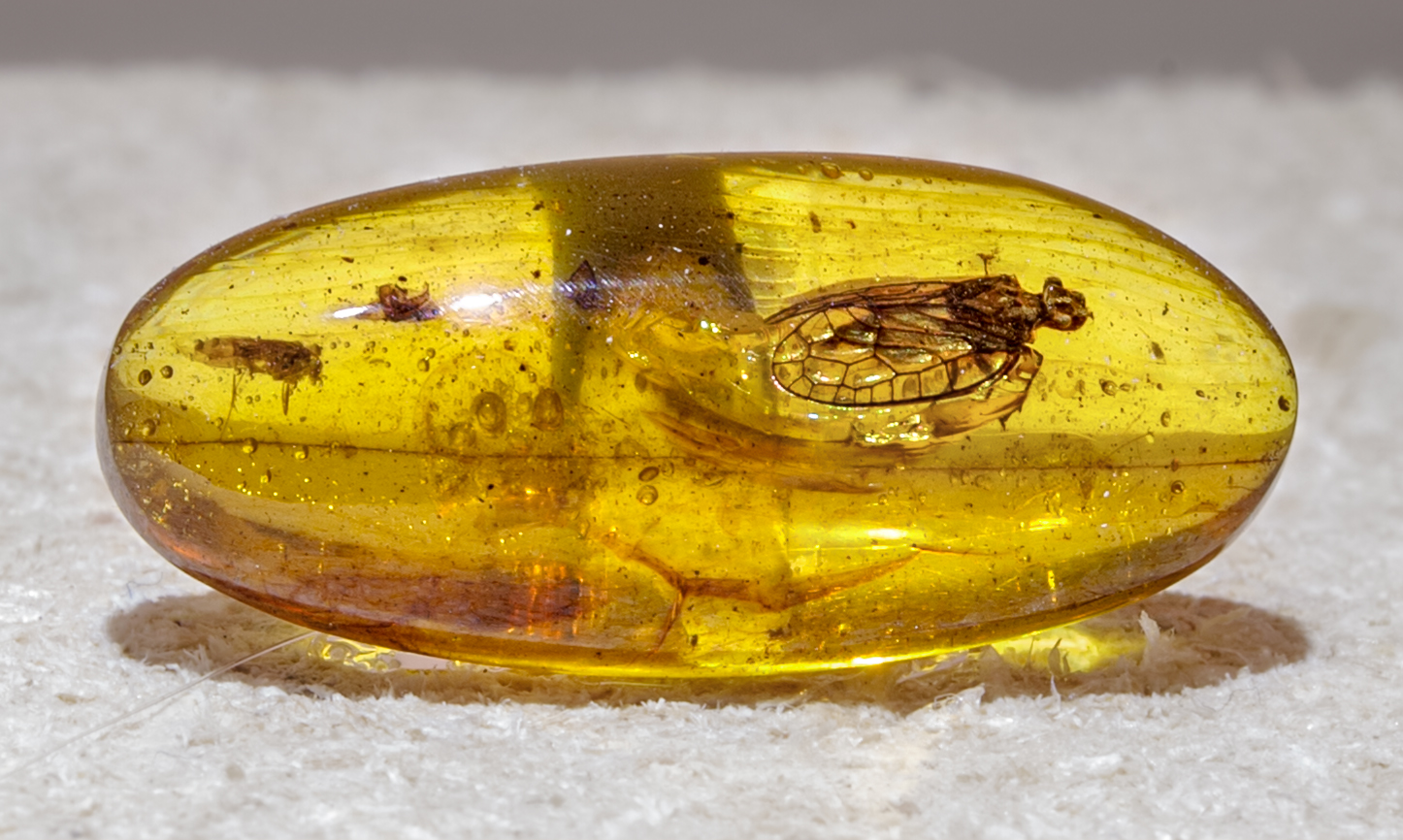
Borostyánba zárt fosszilis énekeskabóca Minlagerron onyxos

Az énekeskabóca-formájúak (Cicadomorpha) a rovarok (Insecta) osztályában a félfedelesszárnyúak (Hemiptera) rendjébe sorolt kabócák (Auchenorrhyncha) rendjének egyik alrendje.

## Származásuk, elterjedésük
A kabócák legközelebbi rokonai a poloskák, a levélbolhák, a levél- és a pajzstetvek; a rend másik alrendje a bordáskabóca-formájúaké (Fulgoromorpha).
A fajok többsége a trópusokon él. Gyakoriságuk a sarkok felé csökken; a hideg mérsékelt égövben már csak szórványosan fordulnak elő. A Kárpát-medencében legismertebb fajuk az óriás énekeskabóca (Tibicina haematodes).

## Megjelenésük, felépítésük
Fejpajzsukat nem választja el keresztbarázda a homlokuktól, ezért a fejpajzs összefüggő a homlokkal. Egy barázda a legtöbb faj fejpajzsát két részre osztja (Dér).

## Életmódjuk, élőhelyük
Lárva és és imágó alakjukban is élő növények nedveivel táplálkoznak; petéiket is a lárvák leendő tápnövényeibe tojják. Többségük lágyszárúakon vagy lombos fákon él, egy kisebb részük fűféléken. A fajok többsége a floémből veszik fel a táplálékot, kisebb részük a xilémet vagy a mezofillumot szívogatja. Két alcsalád:
- az énekeskabóca-formák (Cicadellinae) és
- a púposkabóca-szerűek (Membracoidea) közé sorolt mezeikabóca-félék (Cicadellidae) Typhlocybinae alcsaládja kivételével a floémből táplálkoznak. Mivel pedig a floém nagyon édes, ezek a kabócák a cukorfölösleget mézharmat formájában választják ki (Dér). Ezek a kabócák gyakran kerülnek szimbiotikus kapcsolatba hangyafajokkal.

## Rendszertani felosztásuk
Az alrendágba három recens és nyolc kihalt öregcsaládot sorolnak. Egy kihalt család és egy ugyancsak kihalt nem öregcsaládba (családba) sorolatlan
- † Coleoscytoidea (Martinov, 1935) — leletei Oroszországban, perm időszaki üledékes kőzetekből kerültek elő;
- † Surijokocixioidea (Scserbakov, 2000) — leletei Oroszországban, a  perm–triász határról kerültek elő.

A recens öregcsaládok:
- tajtékoskabóca-szerűek (Cercopoidea)
- énekeskabóca-szerűek (Cicadoidea)
- púposkabóca-szerűek (Membracoidea)

Kihalt öregcsaládok:
- † Dysmorphoptiloidea
- † Hylicelloidea
- † Ipsvicoioidea
- † Ligavenoidea
- † Palaeontinoidea
- † Pereborioidea
- † Prosboloidea
- † Scytinopteroidea

Kihalt család:
- † Minlagerrontidae

Kihalt nem:
- †Homopterites